# Antirhea
Genre
Antirhea est un genre de plante de la famille des Rubiaceae. On rencontre ces espèces principalement dans le sud-est asiatique du sud de la Chine à Bornéo et les Philippines, ainsi qu'en Nouvelle-Guinée, Mélanésie, Madagascar et certaines îles de l'océan Indien (Mauritanie, La Réunion, Rodrigues),.

## Liste des espèces et variétés
Selon Catalogue of Life (2 novembre 2015) :
- Antirhea affinis (Zoll.) Chaw
- Antirhea anodon (Miq.) Chaw
- Antirhea atropurpurea (Craib) Chaw
- Antirhea attenuata (Elmer) Chaw
- Antirhea benguetensis (Elmer) Valeton
- Antirhea bifida (Lam.) I.M.Johnst.
- Antirhea bombysia Chaw
- Antirhea borbonica J.F.Gmel.
- Antirhea buruana Chaw
- Antirhea caudata (M.E.Jansen) Chaw
- Antirhea chinensis (Champ. ex Benth.) Benth. & Hook.f. ex F.B.Forbes
- Antirhea edanoi Chaw
- Antirhea foveolata Chaw
- Antirhea hexasperma (Roxb.) Merr.
- Antirhea inaequalis Chaw
- Antirhea inconspicua (Seem.) Christoph.
- Antirhea ioensis (Baill.) Chaw
- Antirhea livida Elmer
- Antirhea madagascariensis Chaw
- Antirhea megacarpa Merr. & L.M.Perry
- Antirhea microphylla (Bartl. ex DC.) Merr.
- Antirhea multiflora (M.E.Jansen) Chaw
- Antirhea myrtoides (F.Muell.) F.M.Bailey
- Antirhea novobritanniensis (M.E.Jansen) Chaw
- Antirhea ovatifolia (M.E.Jansen) Chaw
- Antirhea paxillata Chaw
- Antirhea philippinensis (Benth.) Rolfe
- Antirhea putaminosa (F.Muell.) F.Muell.
- Antirhea ramosii Chaw
- Antirhea rhamnoides (Baill.) Chaw
- Antirhea schmutzii (M.E.Jansen) Chaw
- Antirhea smithii (Fosberg) Merr. & L.M.Perry
- Antirhea sphaerocarpa Chaw
- Antirhea strigosa Korth.
- Antirhea talaudensis Chaw
- Antirhea tayabensis Chaw
- Antirhea tenuiflora F.Muell. ex Benth.
- Antirhea ternata Chaw

Selon ITIS (2 novembre 2015) :
- Antirhea borbonica J.F. Gmel.

Selon World Checklist of Selected Plant Families (WCSP) (2 novembre 2015) :
- Antirhea affinis (Zoll.) Chaw (1992)
- Antirhea anodon (Miq.) Chaw (1992)
- Antirhea atropurpurea (Craib) Chaw (1988)
- Antirhea attenuata (Elmer) Chaw (1992)
- Antirhea benguetensis (Elmer) Valeton (1909)
- Antirhea bifida (Lam.) I.M.Johnst. (1935)
- Antirhea bombysia Chaw (1992)
- Antirhea borbonica J.F.Gmel. (1791)
  - variété Antirhea borbonica var. borbonica
  - variété Antirhea borbonica var. duplidivisa Chaw (1992)
- Antirhea buruana Chaw (1992)
- Antirhea caudata (M.E.Jansen) Chaw (1992)
- Antirhea chinensis (Champ. ex Benth.) Benth. & Hook.f. ex F.B.Forbes & Hemsl., J. Linn. Soc. (1888)
- Antirhea edanoi Chaw (1992)
- Antirhea foveolata Chaw (1992)
- Antirhea hexasperma (Roxb.) Merr. (1923)
- Antirhea inaequalis Chaw (1992)
- Antirhea inconspicua (Seem.) Christoph. (1935)
- Antirhea ioensis (Baill.) Chaw (1992)
- Antirhea livida Elmer (1912)
- Antirhea madagascariensis Chaw (1992)
- Antirhea megacarpa Merr. & L.M.Perry (1945)
- Antirhea microphylla (Bartl. ex DC.) Merr. (1923)
- Antirhea multiflora (M.E.Jansen) Chaw (1992)
- Antirhea myrtoides (F.Muell.) F.M.Bailey (1900)
- Antirhea novobritanniensis (M.E.Jansen) Chaw (1992)
- Antirhea ovatifolia (M.E.Jansen) Chaw (1992)
- Antirhea paxillata Chaw (1992)
- Antirhea philippinensis (Benth.) Rolfe, J. Linn. Soc. (1884)
- Antirhea putaminosa (F.Muell.) F.Muell. (1875)
- Antirhea ramosii Chaw (1992)
- Antirhea rhamnoides (Baill.) Chaw (1992)
- Antirhea schmutzii (M.E.Jansen) Chaw (1992)
- Antirhea smithii (Fosberg) Merr. & L.M.Perry (1945)
- Antirhea sphaerocarpa Chaw (1992)
- Antirhea strigosa Korth. (1851)
- Antirhea talaudensis Chaw (1992)
- Antirhea tayabensis Chaw (1992)
- Antirhea tenuiflora F.Muell. ex Benth. (1867)
- Antirhea ternata Chaw (1992)

Selon The Plant List (2 novembre 2015) :
- Antirhea affinis (Zoll.) Chaw
- Antirhea anodon (Miq.) Chaw
- Antirhea atropurpurea (Craib) Chaw
- Antirhea attenuata (Elmer) Chaw
- Antirhea benguetensis (Elmer) Valeton
- Antirhea bifida (Lam.) I.M.Johnst.
- Antirhea bombysia Chaw
- Antirhea borbonica J.F.Gmel.
- Antirhea buruana Chaw
- Antirhea caudata (M.E.Jansen) Chaw
- Antirhea chinensis (Champ. ex Benth.) Benth. & Hook.f. ex F.B.Forbes & Hemsl.
- Antirhea edanoi Chaw
- Antirhea foveolata Chaw
- Antirhea hexasperma (Roxb.) Merr.
- Antirhea inaequalis Chaw
- Antirhea inconspicua (Seem.) Christoph.
- Antirhea ioensis (Baill.) Chaw
- Antirhea livida Elmer
- Antirhea madagascariensis Chaw
- Antirhea megacarpa Merr. & L.M.Perry
- Antirhea microphylla (Bartl. ex DC.) Merr.
- Antirhea multiflora (M.E.Jansen) Chaw
- Antirhea myrtoides (F.Muell.) F.M.Bailey
- Antirhea novobritanniensis (M.E.Jansen) Chaw
- Antirhea ovatifolia (M.E.Jansen) Chaw
- Antirhea paxillata Chaw
- Antirhea philippinensis (Benth.) Rolfe
- Antirhea putaminosa (F.Muell.) F.Muell.
- Antirhea ramosii Chaw
- Antirhea rhamnoides (Baill.) Chaw
- Antirhea schmutzii (M.E.Jansen) Chaw
- Antirhea smithii (Fosberg) Merr. & L.M.Perry
- Antirhea sphaerocarpa Chaw
- Antirhea strigosa Korth.
- Antirhea talaudensis Chaw
- Antirhea tayabensis Chaw
- Antirhea tenuiflora F.Muell. ex Benth.
- Antirhea ternata Chaw

Selon Tropicos (2 novembre 2015) (Attention liste brute contenant possiblement des synonymes) :
- Antirhea abbreviata Urb.
- Antirhea acutata (DC.) Urb.
- Antirhea affinis (Zoll.) Chaw
- Antirhea albobrunea Urb. & Ekman
- Antirhea albobrunnea Urb. & Ekman
- Antirhea anodon (Miq.) Chaw
- Antirhea aristata (Britton) Urb.
- Antirhea aromatica Cast.-Campos & Lorence
- Antirhea atropurpurea (Craib) Chaw
- Antirhea attenuata (Elmer) Chaw
- Antirhea benguetensis (Elmer) Valeton
- Antirhea bifida (Lam.) I.M. Johnst.
- Antirhea bifurcata (Desr.) Hook. f.
- Antirhea bombysia Chaw
- Antirhea borbonica J.F. Gmel.
- Antirhea borneensis Valeton
- Antirhea buruana Chaw
- Antirhea cahosiana Urb. & Ekman
- Antirhea caudata (M.E. Jansen) Chaw
- Antirhea chinensis (Champ. ex Benth.) Benth. & Hook. f. ex F.B. Forbes & Hemsl.
- Antirhea coriacea (Vahl) Urb.
- Antirhea dichotoma (DC.) Hemsl.
- Antirhea dioica Bory ex DC.
- Antirhea edanoi Chaw
- Antirhea ekmanii Borhidi
- Antirhea elliptica Urb. & Ekman
- Antirhea esquirolli H. Lév.
- Antirhea foveolata Chaw
- Antirhea fragulacea DC.
- Antirhea frangulacea DC.
- Antirhea granulata (Griseb.) Urb.
- Antirhea guianensis Bremek.
- Antirhea heteroneura Urb. & Ekman
- Antirhea hexasperma (Roxb.) Merr.
- Antirhea hirsutiuscula (Teijsm. & Binn.) Valeton
- Antirhea inaequalis Chaw
- Antirhea inconspicua (Seem.) Christoph.
- Antirhea involucrata Urb. & Ekman
- Antirhea ioensis (Baill.) Chaw
- Antirhea jamaicensis Urb.
- Antirhea livida Elmer
- Antirhea lucida (Sw.) Benth. & Hook. f.
- Antirhea madagascariensis Chaw
- Antirhea maestrensis Urb.
- Antirhea martinii H. Lév.
- Antirhea megacarpa Merr. & L.M. Perry
- Antirhea microphylla (Bartl. ex DC.) Merr.
- Antirhea minutifolia Borhidi & Capote
- Antirhea montecristina Urb. & Ekman
- Antirhea mucronata Urb.
- Antirhea multiflora (M.E. Jansen) Chaw
- Antirhea multinervis Urb.
- Antirhea myrtifolia (Griseb.) Urb.
- Antirhea myrtoides (F. Muell.) F.M. Bailey
- Antirhea nipensis Borhidi & O. Muñiz
- Antirhea novobritanniensis (M.E. Jansen) Chaw
- Antirhea obcordata Alain
- Antirhea obovata (Britton) Standl.
- Antirhea obtusifolia Urb.
- Antirhea occidentalis Urb.
- Antirhea oligantha Urb.
- Antirhea ophiticola Alain
- Antirhea orbicularis Alain
- Antirhea ovatifolia (M.E. Jansen) Chaw
- Antirhea panamensis Standl.
- Antirhea paxillata Chaw
- Antirhea pedicellaris Borhidi & Bisse
- Antirhea philippinensis (Benth.) Rolfe
- Antirhea pitoniana Urb. & Ekman
- Antirhea portoricensis (Britton & P. Wilson) Standl.
- Antirhea protracta (Bartl. ex DC.) Hemsl.
- Antirhea putaminosa (F. Muell.) F. Muell.
- Antirhea radiata (Griseb.) Urb.
- Antirhea ramosii Chaw
- Antirhea resinosa (Vahl) O.F. Cook & G.N. Collins
- Antirhea rhamnoides (Baill.) Chaw
- Antirhea rotundata (Griseb.) Benth. & Hook. f.
- Antirhea schmutzii (M.E. Jansen) Chaw
- Antirhea scrobiculata Urb.
- Antirhea shaferi Urb.
- Antirhea sintenisii Urb.
- Antirhea smithii (Fosberg) Merr. & L.M. Perry
- Antirhea sphaerocarpa Chaw
- Antirhea strigosa Korth.
- Antirhea surinamensis Bremek.
- Antirhea talaudensis Chaw
- Antirhea tayabensis Chaw
- Antirhea tenuiflora F. Muell. ex Benth.
- Antirhea ternata Chaw
- Antirhea tomentosa (Sw.) Fawcett
- Antirhea trichantha (Griseb.) Hemsl.
- Antirhea triflora J.H. Kirkbr.
- Antirhea urbaniana C.T. White
- Antirhea verticillata (Lam.) DC.
- Antirhea viscosa (Duchass. & Walp.) Benth. & Hook. f.